# Mohamed Osman Jawari
Mohamed Osman Jawari (en somalí: Maxamed Cismaan Jawaari, en árabe: محمد عثمان جواري‎) (Afgooye, 7 de diciembre de 1945 - Mogadiscio, 28 de junio de 2024) fue un abogado y político somalí. Fue presidente del Parlamento Federal de Somalia. También se desempeñó como presidente provisional entre agosto y septiembre de 2012.

## Biografía

### Primeros años y educación
Jawari nació en 1945 en la ciudad de Afgooye, perteneciente a una familia del clan Rahanweyn (Digil y Mirifle).
Jawari era multilingüe. Además del somalí, también hablaba árabe, italiano, inglés y noruego.
Después de graduarse de la escuela secundaria, obtuvo un título en Derecho de la Universidad Nacional de Somalia en Mogadiscio.

### Carrera política
Ocupó el cargo de ministro de transporte en el gobierno del presidente Siad Barre, seguido de un puesto como ministro de trabajo y deportes.
En 1991, tras el estallido de la guerra civil somalí, se mudó a Noruega. Más tarde regresó a Somalia en la década de 2000.
Posteriormente, fue elegido presidente del comité de especialistas encargado de formular el proyecto de una nueva constitución somalí, utilizando su experiencia como experto legal mientras trabajaba junto a funcionarios de las Naciones Unidas. La constitución fue finalmente adoptada en julio de 2012.

#### Presidente del Parlamento
En 2012, se presentó como candidato en las primeras elecciones a presidente del Parlamento Federal en dos décadas. En la sesión parlamentaria televisada y celebrada el 28 de agosto de 2012, derrotó a otros cuatro candidatos para el puesto, todos los cuales habían servido anteriormente como gobierno ministros durante el período de transición. Los representantes de las Naciones Unidas, la Unión Europea y el gobierno de los Estados Unidos acogieron con satisfacción el nombramiento de Jawari, e instaron a las autoridades somalíes a celebrar elecciones presidenciales programadas sin demora.

#### Presidente provisional
Como presidente del parlamento, también se desempeñó brevemente como presidente provisional de Somalia, hasta que la elección de un presidente. El 30 de agosto de 2012, el Parlamento Federal se reunió y aprobó por unanimidad un nuevo comité encargado de supervisar las elecciones presidenciales. En la sesión parlamentaria presidida por Jawari, se nombraron 15 diputados al organismo, y el anterior presidente interino Muse Hassan Sheikh Sayid Abdulle fue designado como presidente de la comisión. Hassan Sheikh Mohamud luego sucedió a Jawari como presidente, habiendo sido elegido el 10 de septiembre de 2012 y juramentado el cargo seis días después.